# Jaïr Karam
Jaïr Karam (Caienna, 1º marzo 1976) è un allenatore di calcio ed ex calciatore francese di origini guyanesi, di ruolo portiere, commissario tecnico della Selezione della Guyana francese.

## Carriera

### Giocatore
Ha giocato, fra il 2004 e il 2005, tre partite con la Selezione della Guyana Francese.

### Allenatore
Il 15 novembre 2013 viene nominato commissario tecnico della Selezione della Guyana francese.